# Fernando-de-Noronha-Ratte
Die Fernando-de-Noronha-Ratte (Noronhomys vespuccii) ist eine ausgestorbene Nagetierart aus der Gruppe der Neuweltmäuse.
Diese Nagetiere waren rattenähnliche Tiere, die nur auf der Insel Fernando de Noronha vor der Ostküste Brasiliens lebten. In den 1970er-Jahren wurden Fossilfunde entdeckt und 1999 als Noronhomys vespuccii erstbeschrieben. Amerigo Vespucci, der 1503 auf der Insel landete, schrieb über sehr große „Ratten“, die dort vorkamen – die eigentlichen Ratten wurden aber erst von den Europäern nach Amerika und auch auf diese Insel eingeschleppt. Möglicherweise handelt es sich dabei um diese Art.

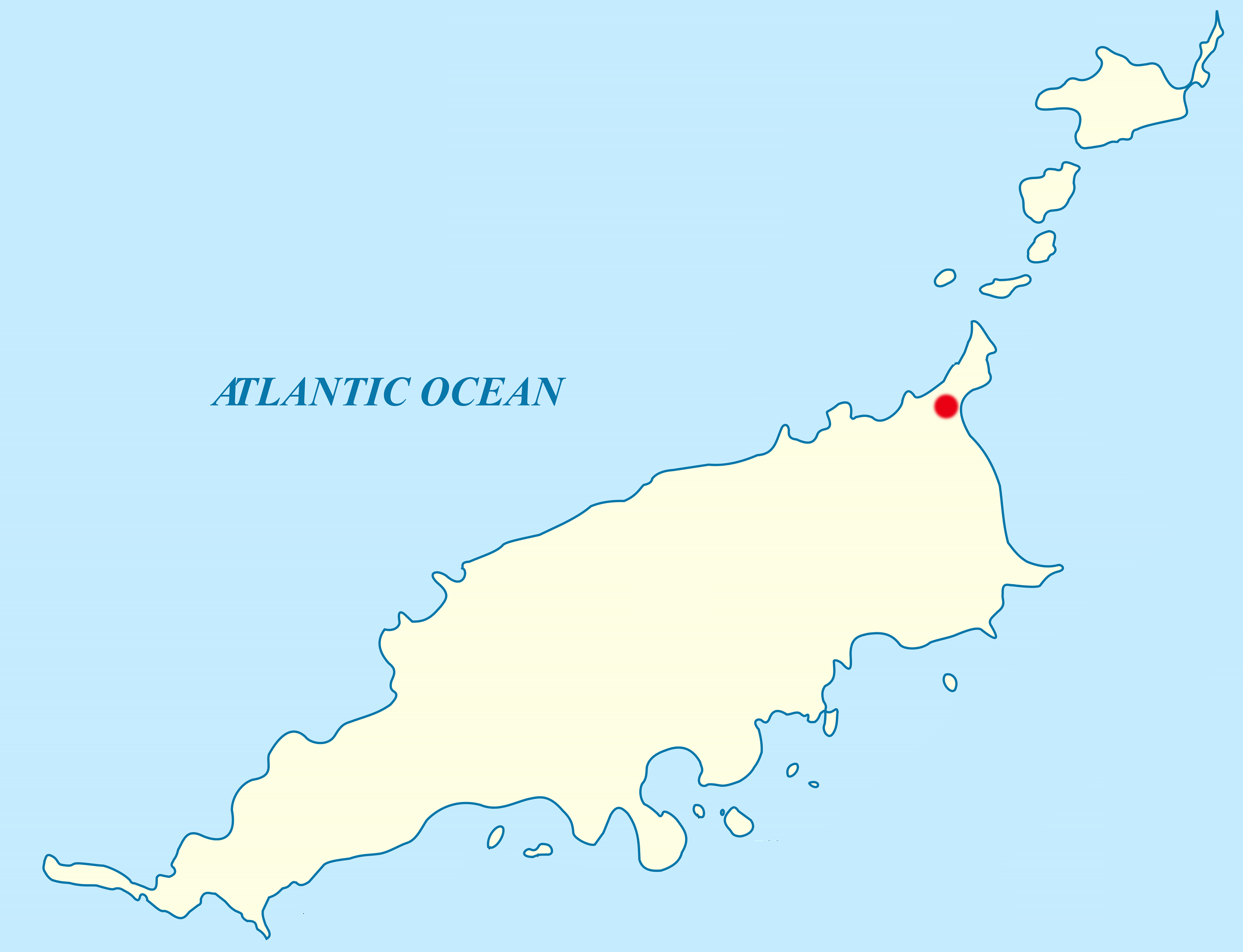
Fundorte der Fernando-de-Noronha-Ratte

Über den Zeitpunkt und die Ursachen des Aussterbens der Fernando-de-Noronha-Ratte ist nichts Genaues bekannt.
Morphologisch ähnelt sie stark den auf dem Festland lebenden Sumpfratten (Holochilus), sie wird als deren naher Verwandter klassifiziert.

## Weblink
- Noronhomys vespuccii in der Roten Liste gefährdeter Arten der IUCN 2013.2. Eingestellt von: Weksler, M. & Costa, L., 2008. Abgerufen am 6. Dezember 2013.